# Feuersturm von Peshtigo

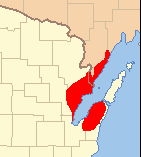
Betroffene Region

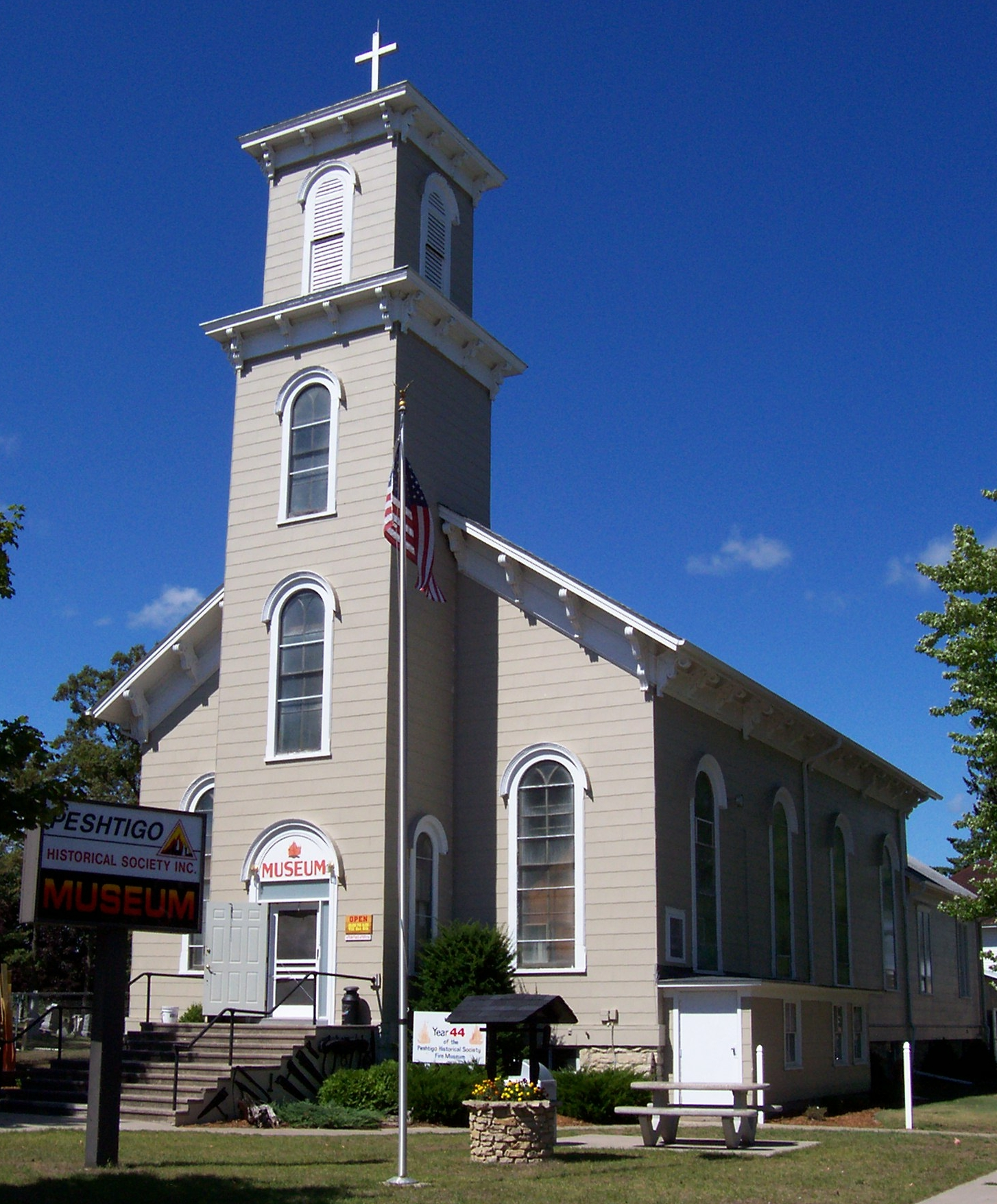
Peshtigo Fire Museum

Der Feuersturm von Peshtigo ereignete sich ab dem 8. Oktober 1871 über große Flächen im Nordosten von Wisconsin. Die größte Gemeinde von 12, die betroffen waren, war Peshtigo. Etwa 490.000 Hektar (4.900 km²) brannten ab. Einige Menschen überlebten, indem sie in den Peshtigo River flohen. Andere, die in Brunnen Schutz gesucht hatten, erstickten. Das Feuer bestand aus zwei Bränden auf beiden Seiten der Green Bay. Etwa 1.500 Menschen verloren ihr Leben. Das Peshtigo Fire Museum bewahrt Erinnerungsstücke an die Katastrophe.
Am gleichen Tag begann der Große Brand von Chicago, ferner gab es große Brände in Holland, Manistee und Port Huron.